# Dobřany
Dobřany (tjekkisk udtale: [ˈdobr̝anɪ] ; tysk: Dobrzan, 1939–1945: Wiesengrund) er en by i Plzeň-Syd-distriktet i regionen Plzeň i Tjekkiet med omkring 6.400 indbyggere. Den historiske bykerne er velbevaret og er beskyttet ved lov som bymonumentzone.
Landsbyerne Šlovice og Vodní Újezd er administrative dele af Dobřany.

## Geografi
Dobřany ligger omkring 10 km   syd for Plzeň, på overgangen  mellem Plasy- og Švihovhøjlandet. Det højeste punkt er en bakke med en højde på 516 m. Floden Radbuza  løber gennem kommunen.

## Historie
Den første skriftlige omtale af Dobřany er fra 1243. Omkring midten af 1200-tallet blev bebyggelsen omtalt som en by. Omkring 1265 blev byen erhvervet af Chotěšov Kloster, hvilket gav byen nye rettigheder. Dobřany nød godt af en gunstig beliggenhed og var et markedscenter for et stort område, selvom dets betydning faldt med grundlæggelsen af den nye by Plzeň i 1295.
Under hussitterkrigene blev Dobřany erobret af  Jan Žižkas hær. Efter 1437 genvandt klostret byen. I 1585 modtog byen told, hvis udbytte skulle bruges til reparation af bro og veje. På grund af den kirkelige autoritet forblev Dobřany katolsk selv under den voksende reformation.
Byens velstand endte først med Trediveårskrigen. Dobřany ophørte med at være klostrets ejendom i 1618 og blev erhvervet af Jáchym Lubský. Byen blev brændt ned af forskellige hære i 1620 og 1632, derefter blev den plyndret af hæren af Lennart Torstensson i 1645. Dobřany blev affolket, men blev gradvist genbosat af familier fra Sachsen og Bayern og blev tysktalende. I midten af 1700-tallet var byen vokset og var større end før 30-årskrigen.
Fra 1938 til 1945 blev Dobřany annekteret af Nazityskland og administreret som en del af Reichsgau Sudetenland.